# کالج هاینز
کالج سیستم‌های اطلاعاتی و سیاست عمومی هاینز، همچنین به عنوان کالج هاینز شناخته می‌شود، کالج سیاست عمومی و اطلاعات دانشگاه کارنگی ملون در پیتسبورگ، پنسیلوانیا است. این دانشکده شامل دانشکده سیستم‌های اطلاعاتی و مدیریت و دانشکده سیاست گذاری و مدیریت عمومی است. نام این کالج به افتخار استاد سابق CMU و سناتور بعدی جان هاینز از پنسیلوانیا گرفته شده‌است.
فرایند آموزشی کالج هاینز تحلیل سیاست، مدیریت و فناوری اطلاعات را ادغام می‌کند. دروس بر زمینه‌های کاربردی و میان رشته‌ای روش‌های تجربی و آمار، اقتصاد، سیستم‌های اطلاعاتی و فناوری، تحقیقات عملیاتی و رفتار سازمانی تأکید دارد.